# Decorontwerp
Dit overzicht is mogelijk incompleet; u kunt helpen door het uit te breiden.

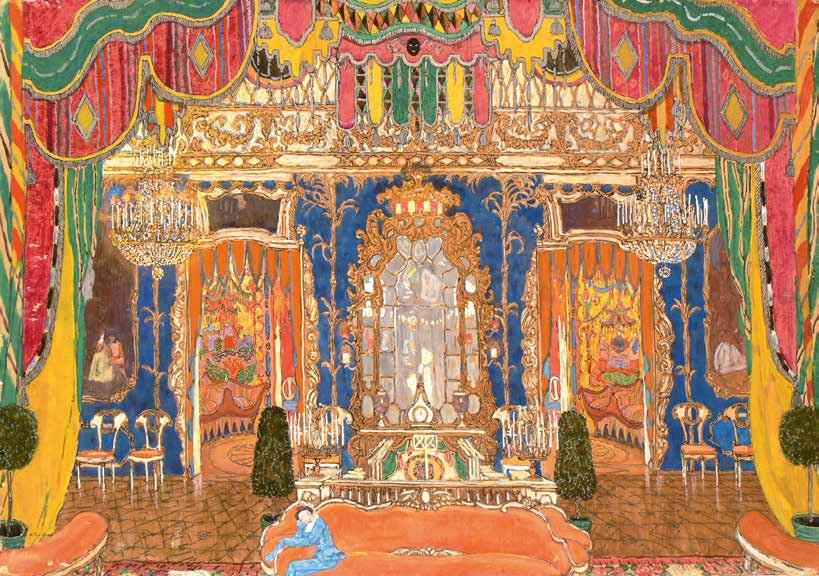
Golowin, Maskeradezaal, decorontwerp bij een scène uit de Maskerade van Lermontov, 1917

Decorontwerp is de discipline die zich toelegt op het creëren van een theatrale omgeving. Decorontwerpers hadden van oudsher diverse artistieke achtergronden, maar tegenwoordig bestaan er gespecialiseerde opleidingen voor aan diverse kunstacademies. 
Er bestond in Nederland al op diverse plaatsen een opleiding tot decorschilder of scenograaf, zoals gevolgd door Gé Madern aan de kunstacademies van Den Haag en Rotterdam. Ook kunstschilders verdienden vaak (een deel van) hun brood als decorontwerper, zoals Friso Wiegersma.